# 酥头令
酥头令（江淮官话扬州话/su tʰɤɯ liŋ/），有些地方又称酥透饤，是流行于江苏扬州镇江一带的面点。将馊粥剩饭加面粉或者大麦粉自然发酵后兑碱水，即可入锅烙成酥头令。酥头令色泽金黄，口感绵软略甜，是扬州镇江一带夏季早餐的常见食品。